# Liste der Namensvarianten von Jazzmusikern
Liste der Namensvarianten von Jazzmusikern
 Diese Liste enthält zunächst die Spitznamen bekannter Jazzmusiker und soll exemplarischen Charakter haben.  Viele bekannte Jazzmusiker werden häufig nur mit ihren Spitznamen genannt (wie „Satchmo“ für Louis Armstrong oder „Bird“ für Charlie Parker). Die im Englischen üblichen Verkleinerungsformen von Vornamen (wie Arthur= Art, William= Bill, James= Jim, Jimmy, Robert= Bobby etc.) bleiben unberücksichtigt. Auch Ehrentitel wie „First Lady of Jazz“ (Ella Fitzgerald) oder „The King of Jazz“ (Benny Goodman) bleiben außen vor. Künstlernamen i. e. S. sind Gegenstand einer weiteren Liste; es folgen die afrikanischen, islamischen Namen und indischen Namen einiger Jazzmusiker.

## Spitznamen

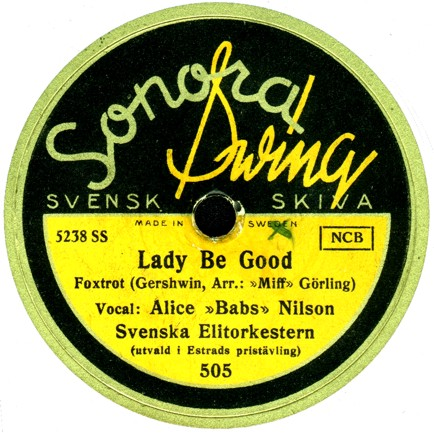
Swing-Platte mit Alice „Babs“

Anhand der Kategorien wird erkennbar, dass die größte Gruppe diejenigen Musiker bilden, die ihren Spitznamen zum Künstlernamen gemacht haben, wie bei Pepper Adams. Spitznamen wurden aber auch zusätzlich zum Echt- oder Künstlernamen verwendet, wie „Lady Day“ bei Billie Holiday, „Bean“ bei Coleman Hawkins oder „Brownie“ bei Clifford Brown. Eine weitere Kategorie bilden die Namenszusätze; manche wurden zusätzlich verwendet, wie „Cleanhead“ bei Eddie Vinson, andere wurden Teil des Künstlernamens, wie bei Eddie „Lockjaw“ Davis oder Harry „Sweets“ Edison. Eine weitere kleinere Kategorie bilden die Spitznamen, die aus den Initialen gebildet wurden; bekanntestes Beispiel ist wohl Jay Jay Johnson.
| Spitzname                 | Künstlername             | Echtname                                    | Stilzuordnung                   | Nationalität                                     | Kategorie                                    | Beleg | Bemerkungen                                                                          |  |
| ------------------------- | ------------------------ | ------------------------------------------- | ------------------------------- | ------------------------------------------------ | -------------------------------------------- | --- | ------------------------------------------------------------------------------------ |  |
| Knife, the                | Pepper Adams             | Park Adams                                  | Modern Jazz                     | USA                                              | Spitzname als Künstlername                   | Kunzler | /                                                                                    |  |
| Cannonball                | Cannonball Adderley      | Julian Edwin Adderley                       | Modern Jazz                     | USA                                              | Spitzname                                    | Kunzler | Anspielung auf seine Figur                                                           |  |
| Red                       | Red Allen                | Henry Allen Jr.                             | New Orleans Jazz                | USA                                              | Spitzname als Künstlername                   | Kunzler | /                                                                                    |  |
| Jug                       | Gene Ammons              |                                             |                                 | USA                                              | Spitzname                                    | Kunzler |                                                                                      |  |
| Cat                       | Cat Anderson             | William Alonzo Anderson Jr.                 | Swing                           | USA                                              | Spitzname als Künstlername                   | Kunzler |                                                                                      |  |
| Killer                    | Ray Appleton             | Ray Appleton                                | Modern Jazz                     | USA                                              | Spitzname als Namenszusatz                   | Wikipedia-Artikel                                                                                              |                                                                                      |  |
| Pops                      | Louis Armstrong          | Louis Armstrong                             | New Orleans Jazz                | USA                                              | Spitzname                                    | Kunzler |                                                                                      |  |
| Satchmo                   | Louis Armstrong          | Louis Armstrong                             | New Orleans Jazz                | USA                                              | Spitzname                                    | Kunzler | Wohl eines der wenigen Beispiele, wo Nick- und Echtname gleichermaßen populär sind   |  |
| Shorty                    | Harold Shorty Baker      | Harold Baker                                | Swing                           | USA                                              | Namenszusatz                                 | Kunzler |                                                                                      |  |
| Gato                      | Gato Barbieri            | Leandro J. Barbieri                         | Modern Jazz                     | Argentinien                                      | Spitzname als Künstlername                   | Kunzler |                                                                                      |  |
| Dud                       | Dud Bascomb              | William Odell Bascomb                       | Early Jazz                      | USA                                              | Spitzname als Künstlername                   | Kunzler |                                                                                      |  |
| Buster                    | Buster Bailey            | William C. Bailey                           | New Orleans Jazz                | USA                                              | Spitzname als Künstlername                   | Feather/Gitler                                                                                                 | /                                                                                    |  |
| Blue Lu                   | Blue Lu Barker           | Louise Dupont Barker                        | New Orleans Jazz, Swing         | USA                                              | Spitzname als Künstlername                   | | /                                                                                    |  |
| Count                     | Count Basie              | William Basie                               | Kansas City Jazz / Swing        | USA                                              | Spitzname als Künstlername                   | Feather/Gitler                                                                                                 |                                                                                      |  |
| Splanky                   | Count Basie              | William Basie                               | Kansas City Jazz / Swing        | USA                                              | Spitzname                                    | Wölfer |                                                                                      |  |
| Puddinghead               | Edgar Battle             |                                             |                                 | USA                                              | Spitzname                                    | Wölfer |                                                                                      |  |
| Bix                       | Bix Beiderbecke          | Leon Bismarck Beiderbecke                   | Chicago Jazz                    | USA                                              | Spitznamen als Künstlername                  | Kunzler | Verballhornung des zweiten Vornamens                                                 |  |
| Tex                       | Tex Beneke               | Gordon Lee Beneke                           | Swing                           | USA                                              | Spitzname als Künstlername                   | Reclam |                                                                                      |  |
| Bunny                     | Bunny Berigan            | Roland Bernard Berigan                      | Swing                           | USA                                              | Spitzname als Künstlername                   | Kunzler |                                                                                      |  |
| Sonny                     | Sonny Berman             | Aul Berman                                  | Swing                           | USA                                              | Spitzname als Künstlername                   | Feather/Gitler                                                                                                 |                                                                                      |  |
| Chu (oder Choo)           | Chu Berry                | Leon Berry                                  | Swing                           | USA                                              | Spitzname als Künstlername                   | Kunzler |                                                                                      |  |
| Barney                    | Barney Bigard            | Leon Albyn Bigard                           | Swing                           | USA                                              | Spitzname als Künstlername                   | Kunzler |                                                                                      |  |
| (Big) Fletchit            | Big Fletchit             | Owen Campbell                               | Bebop                           | Panama/Deutschland                               | Spitzname als Künstlername                   | |                                                                                      |  |
| Mister Acker Bilk         | Acker Bilk               | Bernhard Stanley Bilk                       | Oldtime Jazz                    | UK                                               | Künstlername (mit Namenszusatz)              | Kunzler | /                                                                                    |  |
| Eubie                     | Eubie Blake              | James Hubert Blake                          | Ragtime                         | USA                                              | Spitzname als Künstlername                   | Kunzler | Verballhornung des zweiten Vornamens                                                 |  |
| Sharkey                   | Sharkey Bonano           | Joseph Bonano                               | New Orleans Jazz                | USA                                              | Spitzname als Künstlername                   | Feather/Gitler                                                                                                 |                                                                                      |  |
| Mouse                     | Mouse Bonati             | Joseph „Joe“ Bonati                         | Modern Jazz                     | USA                                              | Spitzname als Künstlername bzw. Namenszusatz | |                                                                                      |  |
| Tiny                      | Tiny Bradshaw            | Myron Bradshaw                              | Chicago Jazz / Swing            | USA                                              | Spitzname als Künstlername                   | Carr/Fairweather                                                                                               |                                                                                      |  |
| Ruby                      | Ruby Braff               | Reuben Braff                                | Swing                           | USA                                              | Spitzname als Künstlername                   | Kunzler |                                                                                      |  |
| Plunky                    | James Plunky Branch      | James Branch                                | Jazz, Funk, R&B                 | USA                                              | Spitzname als Namenszusatz                   | Artikel | auch Plunky Nkabinde                                                                 |  |
| Minnow                    | Clarence Brereton        | Clarence Brereton                           | Hot Jazz, Swing                 | USA                                              | Spitzname als Namenszusatz                   | | Anspielung auf seine schmächtige Statur                                              |  |
| Dee Dee                   | Dee Dee Bridgewater      | Denise Bridgewater                          | Modern Jazz                     | USA                                              | Spitzname als Künstlername                   | Carr/Fairweather                                                                                               |                                                                                      |  |
| Tina                      | Tina Brooks              | Harold Floyd Brooks                         | Hardbop                         | USA                                              | Spitzname als Künstlername                   | Carr/Fairweather                                                                                               |                                                                                      |  |
| Brownie                   | Clifford Brown           |                                             | Modern Jazz                     | USA                                              | Spitzname                                    | Wölfer |                                                                                      |  |
| Pud                       | Pud Brown                | Albert Francis Brown                        | Dixieland Jazz                  | USA                                              | Spitzname                                    | |                                                                                      |  |
| Butter                    | Bobby Burgess            |                                             | Swing                           | USA                                              | Spitzname                                    | Wölfer |                                                                                      |  |
| Sonny                     | Sonny Burke              | Joseph Francis Burke                        | Swing                           | USA                                              | Spitzname als Künstlername                   | Feather/Gitler                                                                                                 |                                                                                      |  |
| Turk                      | Art „Turk“ Burton        | Arthur Theodore Burton                      | USA                             | Spitzname und Namenserweiterung als Künstlername |                                              | |                                                                                      |  |
| Jaki                      | Jaki Byard               | John Byard                                  | Modern Jazz                     | USA                                              | Spitzname als Künstlername                   | Kunzler |                                                                                      |  |
| Don                       | Don Byas                 | Carlos Wesley Byas                          | Swing                           | USA                                              | Spitzname als Künstlername                   | Kunzler |                                                                                      |  |
| Mutt                      | Mutt Carey               | Thomas Carey                                | New Orleans Jazz                | USA                                              | Spitzname als Künstlername                   | Carr/Fairweather                                                                                               |                                                                                      |  |
| Red                       | Red Callender            | George Callender                            | Swing / Modern Jazz             | USA                                              | Spitzname als Künstlername                   | Kunzler |                                                                                      |  |
| Happy                     | Happy Caldwell           | Albert W. Cauldwell                         | Early Jazz / Swing              | USA                                              | Spitzname als Künstlername                   | Artikel | Variante: Happy Cauldwell                                                            |  |
| Flea                      | Daryl „Flea“ Campbell    | Daryl Campbell                              | Swing/Mainstream Jazz           | USA                                              | Spitzname als Namenszusatz                   | |                                                                                      |  |
| Count                     | Conte Candoli            | Secondo Candoli                             |                                 | USA                                              | Spitzname                                    | Wölfer |                                                                                      |  |
| Conte                     | Conte Candoli            | Secondo Candoli                             |                                 | USA                                              | Spitzname als Künstlername                   | Reclam |                                                                                      |  |
| Jaock                     |                          | Earl Carruthers                             | Kansas City Jazz                | USA                                              | Spitzname                                    | Jörgensen/Wiedemann                                                                                            |                                                                                      |  |
| Tee                       | Tee Carson               | Donald Tecumseh Carson                      | Swing, Mainstream Jazz          | USA                                              | Spitzname als Künstlername                   | |                                                                                      |  |
| Doc                       | Doc Cheatham             | Adolphus Anthony Cheatham                   | Swing                           | USA                                              | Spitzname als Künstlername                   | Kunzler | Anspielung auf frühere berufliche Tätigkeit                                          |  |
| Papa                      | Papa Celestin            | Oscar Celestin                              | New Orleans Jazz                | USA                                              | Namenszusatz                                 | Carr/Fairweather                                                                                               |                                                                                      |  |
| Sonny                     | Sonny Clark              | Conrad Yeatis Clark                         | Modern Jazz                     | USA                                              | Spitzname als Künstlername                   | Feather/Gitler                                                                                                 |                                                                                      |  |
| Babe                      | Babe Clarke              | Arthur Clarke                               | Swing, Modern Jazz              | USA                                              | Spitzname als Namenszusatz                   | |                                                                                      |  |
| Klook                     | Kenny Clarke             |                                             |                                 | USA                                              | Spitzname                                    | Kunzler | /                                                                                    |  |
| Buck                      | Buck Clayton             | Wilbur Clayton                              | Swing                           | USA                                              | Spitzname als Künstlername                   | Kunzler |                                                                                      |  |
| Manenberg                 | Basil Coetzee            | Basil Manenberg Coetzee                     | Cape Jazz                       | Südafrika                                        | Namenszusatz                                 | Nachruf |                                                                                      |  |
| Porky                     | Porky Cohen              | Solomon (bzw. Salman) Cohen                 | Swing/R&B                       | USA                                              | Spitzname als Künstlername                   | |                                                                                      |  |
| King                      | Nat King Cole            | Nathaniel Adams Coles                       | Swing                           | USA                                              | Namenszusatz                                 | Carr/Fairweather                                                                                               |                                                                                      |  |
| Buddy                     | Buddy Collette           | William Marcel Collette                     | Modern Jazz                     | USA                                              | Spitzname als Künstlername                   | Carr/Fairweather                                                                                               |                                                                                      |  |
| Trane                     | John Coltrane            | John Coltrane                               | Avantgarde Jazz                 | USA                                              | Spitzname                                    | |                                                                                      |  |
| Junior                    | Junior Cook              | Herman Cook                                 | Modern Jazz                     | USA                                              | Spitzname als Künstlername                   | Kunzler |                                                                                      |  |
| Chris Columbus            | Chris Columbus           | Joseph Christopher Columbus Morris          | Swing                           | USA                                              | Spitzname                                    | Feather/Gitler                                                                                                 | Teil des Namens als Künstlername                                                     |  |
| Needlenose                | Ray Conniff              |                                             |                                 | USA                                              | Spitzname                                    | Wölfer |                                                                                      |  |
| Doc                       | Doc Cook                 | Charles Cooke                               | Chicago Jazz                    | USA                                              | Künstlername                                 | Kunzler |                                                                                      |  |
| Coop                      | Bob Cooper               |                                             |                                 | USA                                              | Spitzname                                    | Wölfer |                                                                                      |  |
| Buster                    | Buster Cooper            | George C. Cooper                            | Early Jazz                      | USA                                              | Spitzname als Künstlername                   | Wölfer |                                                                                      |  |
| Corky                     | Corky Corcoran           | Gene Patrick Corcoran                       | Swing                           | USA                                              | Spitznamen als Künstlername                  | Feather/Gitler                                                                                                 |                                                                                      |  |
| Chick                     | Chick Corea              | Armando Anthony Corea                       | Modern Jazz                     | USA                                              | Spitzname als Künstlername                   | |                                                                                      |  |
| Corky                     | Corky Cornelius          | Edward Cornelius                            | Swing                           | USA                                              | Spitznamen als Künstlername                  | Feather/Gitler                                                                                                 |                                                                                      |  |
| Floorshow                 | Frank „Floorshow“ Culley | Frank Culley                                | Rhythm and Blues                | USA                                              | Spitzname als Namenszusatz                   | Allmusic | Der Spitzname wurde von seinem Hit „Florrshow“ abgeleitet                            |  |
| King                      | King Curtis              | Curtis Ousley                               | Modern Jazz                     | USA                                              | Spitzname als Künstlername                   | Carr/Fairweather                                                                                               |                                                                                      |  |
| Cutty                     | Cutty Cutshall           | Robert Dewees Cutshall                      | Dixieland Jazz                  | USA                                              | Spitznamen als Künstlername                  | Feather/Gitler                                                                                                 |                                                                                      |  |
| Lockjaw                   | Eddie Lockjaw Davis      | Edward Davis                                | R&B, Modern Jazz                | USA                                              | Namenszusatz                                 | Feather/Gitler                                                                                                 |                                                                                      |  |
| Spanky                    | Spanky Davis             | Ronald J. Davis                             | Swing / Modern Jazz             | USA                                              | Spitzname als Künstlername                   | |                                                                                      |  |
| Wild Bill                 | Wild Bill Davison        | William Edward Davison                      | New Orleans Jazz                | USA                                              | Namenszusatz als Künstlername                | Feather/Gitler                                                                                                 |                                                                                      |  |
| Wild Bill                 | Wild Bill Davis          | William Strethen Davis                      | Swing                           | USA                                              | Namenszusatz als Künstlername                | |                                                                                      |  |
| Spanky                    | Spanky DeBrest           | James DeBrest                               | Modern Jazz                     | USA                                              | Spitzname als Künstlername                   | Jörgensen/Wiedemann                                                                                            |                                                                                      |  |
| Buddy                     | Buddy DeFranco           | Boniface Ferdinand Leonardo DeFranco        | Swing, West Coast Jazz          | USA                                              | Spitzname als Künstlername                   | Carr/Fairweather                                                                                               |                                                                                      |  |
| „Big Eye“                 | Louis Nelson Delisle     |                                             | New Orleans Jazz                | USA                                              | Spitzname als Namenszusatz                   | Wikipedia-Artikel                                                                                              |                                                                                      |  |
| Baby                      | Baby Dodds               | Warren Dodds                                | New Orleans Jazz                | USA                                              | Spitzname als Künstlername                   | Carr/Fairweather                                                                                               | kleinerer Bruder von Johnny Dodds                                                    |  |
| Toilet                    | Johnny Dodds             | Johnny Dodds                                | New Orleans Jazz                | USA                                              | Spitzname                                    | | Anspielung auf sein dirty play                                                       |  |
| Natty                     | Natty Dominique          | Anatie Dominique                            | New Orleans Jazz                | USA                                              | Spitzname als Künstlername                   | Carr/Fairweather                                                                                               |                                                                                      |  |
| Mac                       | Tommy Dorsey             |                                             | Swing                           | USA                                              | Spitzname                                    | Wölfer |                                                                                      |  |
| Weeds                     | George Dorsey            |                                             | Swing                           | USA                                              | Spitzname                                    | |                                                                                      |  |
| Lad                       | Jimmy Dorsey             |                                             | Swing                           | USA                                              | Spitzname                                    | Wölfer |                                                                                      |  |
| Boots                     | Boots Douglas            | Clifford Douglas                            | Swing                           | USA                                              | Spitzname                                    | |                                                                                      |  |
| Buzzy                     | Buzzy Drootin            | Benjamin Drootin                            | Dixieland Jazz                  | USA                                              | Spitzname als Künstlername                   | Carr/Fairweather                                                                                               |                                                                                      |  |
| Schnozzola                | Jimmy Durante            | James Francis Durante                       | Dixieland Jazz                  | USA                                              | Namenszusatz                                 | |                                                                                      |  |
| Jazz                      | Mbizo                    | Johnny Dyani                                |                                 | Avantgarde Jazz                                  | UK                                           | Namenszusatz                                                                                                   | Carr/Fairweather                                                                     |  |
| Sweets                    | Harry Sweets Edison      | Harry Edison                                | Modern Jazz                     | USA                                              | Namenszusatz                                 | Feather/Gitler                                                                                                 |                                                                                      |  |
| Little Jazz               | Roy Eldridge             | Roy Eldridge                                | Swing                           | USA                                              | Spitzname als Namenszusatz                   | Kunzler |                                                                                      |  |
| Duke                      | Duke Ellington           | Edward Kennedy Ellington                    | Swing                           | USA                                              | Spitzname als Künstlername                   | |                                                                                      |  |
| Sticky                    | Ernest Elliott           | Ernest Elliott                              | früher Jazz                     | USA                                              | Spitzname als Namenszusatz                   | |                                                                                      |  |
| Pee Wee                   | Pee Wee Erwin            | George Erwin                                | Swing                           | USA                                              | Spitzname als Künstlername                   | Carr/Fairweather                                                                                               |                                                                                      |  |
| Doc                       | Doc Evans                | Paul Wesley Evans                           | Swing                           | USA                                              | Namenszusatz als Künstlername                | Feather/Gitler                                                                                                 |                                                                                      |  |
| Sticks                    | Sticks Evans             | Samuel Evans                                | Jazz/R&B                        | USA                                              | Namenszusatz als Künstlername                | |                                                                                      |  |
| Stump                     | Stump Evans              | Paul Evans                                  | New Orleans Jazz                | USA                                              | Spitzname als Künstlername                   | Hentoff/Shapiro                                                                                                |                                                                                      |  |
| Streamline                | Streamline Ewing         | John Ewing                                  |                                 | USA                                              | Spitzname                                    | Wölfer |                                                                                      |  |
| Kansas                    | Kansas Fields            | Carl Donnell Fields                         | Swing                           | USA                                              | Spitzname als Künstlername                   | Feather/Gitler                                                                                                 |                                                                                      |  |
| Hen Gates                 | James „Hen Gates“ Forman | James Foreman Jr.                           | Swing, Rhythm & Blues           | USA                                              | Spitzname als Namenszusatz                   | Tom Lord |                                                                                      |  |
| Sonny                     | Sonny Fortune            | Cornelius Fortune                           | Modern Jazz                     | USA                                              | Spitzname als Künstlername                   | Feather/Gitler                                                                                                 |                                                                                      |  |
| Pops                      | Pops Foster              | George Murphy Foster                        | Early Jazz                      | USA                                              | Spitzname als Künstlername                   | |                                                                                      |  |
| Panama                    | Panama Francis           | David Albert Francis                        | Swing, Rhythm and Blues         | USA                                              | Spitzname als Künstlername                   | Carr/Fairweather                                                                                               |                                                                                      |  |
| Joki                      | Joki Freund              | Walter Jakob Freund                         | Modern Jazz                     | Deutschland                                      | Spitzname als Künstlername                   | Reclam |                                                                                      |  |
| Snooks                    | Snooks Friedman          | Herman Leon Friedman                        | Swing                           | USA                                              | Spitzname als Künstlername                   | |                                                                                      |  |
| Slim                      | Slim Gaillard            | Bulee Gaillard                              | Swing                           | USA                                              | Spitzname als Künstlername                   | Feather/Gitler                                                                                                 |                                                                                      |  |
| Hipster, the              | Harry Gibson             | Harry Raab                                  | Swing                           | USA                                              | Spitzname                                    | Carr/Fairweather                                                                                               |                                                                                      |  |
| Dizzy                     | Dizzy Gillespie          | John Birks                                  | Bebop / Modern Jazz             | USA                                              | Spitzname als Künstlername                   | Kunzler |                                                                                      |  |
| „Black Happy“             | Christopher Goldston     | Christopher „Black Happy“ Goldston          | New Orleans Jazz                | USA                                              | Spitzname als Namenszusatz                   | |                                                                                      |  |
| Big Boy                   | Frank „Big Boy“ Goudie   | Frank Goudie                                | New Orleans Jazz                | USA                                              | Spitzname als Namenszusatz                   | Carr/Fairweather                                                                                               |                                                                                      |  |
| Mex                       | Paul Gonsalves           |                                             | Swing                           | USA                                              | Spitzname                                    | Wölfer |                                                                                      |  |
| Gopher                    | Conrad Gozzo             |                                             | Swing                           | USA                                              | Spitzname                                    | Wölfer |                                                                                      |  |
| Spike                     | Glen Gray                |                                             | Swing                           | USA                                              | Spitzname                                    | Wölfer |                                                                                      |  |
| Tiny                      | Tiny Grimes              | Lloyd Grimes                                | Swing                           | USA                                              | Spitzname als Künstlername                   | Feather/Gitler                                                                                                 |                                                                                      |  |
| Gigi                      | Gigi Gryce               | George General Gryce                        | Modern Jazz                     | USA                                              | Spitzname als Künstlername                   | Feather/Gitler                                                                                                 | auch: Basheer Qusim                                                                  |  |
| Skip                      | Skip Hall                | Archie Hall                                 | New Orleans Jazz                | USA                                              | Spitzname als Künstlername                   | Wiedemann/Jörgensen                                                                                            |                                                                                      |  |
| Tubby                     | Tubby Hall               | Alfred Hall                                 | New Orleans Jazz                | USA                                              | Spitzname als Künstlername                   | Wiedemann/Jörgensen                                                                                            |                                                                                      |  |
| Chico                     | Chico Hamilton           | Forestorn Hamilton                          | Modern Jazz                     | USA                                              | Spitzname als Künstlername                   | Wiedemann/Jörgensen                                                                                            |                                                                                      |  |
| Chuck                     | Chuck Hamilton           | Ralph Hamilton                              | Swing, Rhythm Blues             | USA                                              | Spitzname als Namenszusatz                   | Tom Lord |                                                                                      |  |
| Slide                     | Slide Hampton            | Locksey Wellington Hampton                  | Modern Jazz                     | USA                                              | Spitzname als Künstlername                   | Feather/Gitler                                                                                                 |                                                                                      |  |
| Hamp                      | Lionel Hampton           |                                             | Swing                           | USA                                              | Spitzname                                    | Wölfer |                                                                                      |  |
| W. C.                     | W. C. Handy              | William Christopher Handy                   | New Orleans Jazz                | USA                                              | Spitzname als Künstlername                   | Wiedemann/Jörgensen                                                                                            |                                                                                      |  |
| Buster                    | Buster Harding           | Lavere Harding                              | Swing                           | USA                                              | Spitzname als Künstlername                   | Wiedemann/Jörgensen                                                                                            |                                                                                      |  |
| Joe                       | Joe Harriott             | Arthurlin Harriott                          | Modern Jazz                     | UK                                               | Spitzname als Künstlername                   | Wiedemann/Jörgensen                                                                                            |                                                                                      |  |
| Toby                      | „Toby“ Hardwick(e)       | Otto Hardwick                               | Swing                           | USA                                              | Spitzname                                    | Kunzler | unterschiedl. Schreibweisen                                                          |  |
| Sir Roland                | Sir Roland Hanna         | Roland Hanna                                | Modern Jazz                     | USA                                              | Namenszusatz                                 | Kunzler | Jazzadel – in diesem Fall „echter Adel“, vom liberianischen Präsidenten 1970 geadelt |  |
| Beaver                    | Beaver Harris            | William Godvin Harris                       | Modern Jazz                     | USA                                              | Spitzname als Künstlername                   | Feather/Gitler                                                                                                 |                                                                                      |  |
| Stan                      | Stan Hasselgård          | Åke Hasselgård                              | Modern Jazz                     | S                                                | Spitzname als Künstlername                   | Feather/Gitler                                                                                                 |                                                                                      |  |
| Hamp                      | Hampton Hawes            |                                             |                                 | USA                                              | Spitzname                                    | Wölfer |                                                                                      |  |
| Bean                      | Coleman Hawkins          | Coleman Hawkins                             | Swing, Modern Jazz              | USA                                              | Spitzname                                    | |                                                                                      |  |
| Hawk                      | Coleman Hawkins          | Coleman Hawkins                             | Swing, Modern Jazz              | USA                                              | Spitzname                                    | |                                                                                      |  |
| Twentieth Century Gabriel | Erskine Hawkins          |                                             | Swing                           | USA                                              | Spitzname                                    | Wölfer |                                                                                      |  |
| Tubby                     | Tubby Hayes              | Edward Brian Hayes                          | Modern Jazz                     | UK                                               | Spitzname als Künstlername                   | Feather/Gitler                                                                                                 |                                                                                      |  |
| Monk                      | Monk Hazel               | Arthur Hazel                                | New Orleans Jazz                | USA                                              | Spitzname als Künstlername                   | Wiedemann/Jörgensen                                                                                            |                                                                                      |  |
| Fats                      | Fats Heard               | Eugene M. Heard                             | Swing                           | USA                                              | Spitzname als Künstlername                   | Jörgensen/Wiedemann                                                                                            |                                                                                      |  |
| Little Bird               | Jimmy Heath              |                                             | Modern Jazz                     | USA                                              | Spitzname                                    | Wölfer |                                                                                      |  |
| Tootie                    | Tootie Heath             | Albert Heath                                | Modern Jazz                     | USA                                              | Spitzname als Künstlername                   | Reclam |                                                                                      |  |
| Smack                     | Fletcher Henderson       | Fletcher Henderson                          | Swing                           | USA                                              | Spitzname                                    | Kunzler |                                                                                      |  |
| Jay C.                    | J. C. Higginbotham       | Jack Higginbotham                           | Swing                           | USA                                              | Namenskürzel als Künstlername                | Kunzler |                                                                                      |  |
| Buck                      | Buck Hill                | Roger Hill                                  | Modern Jazz                     | USA                                              | Spitzname als Künstlername                   | Feather/Gitler                                                                                                 |                                                                                      |  |
| Fatha                     | Earl Hines               | Kenneth Hines                               | Swing                           | USA                                              | Namenszusatz als Spitzname                   | Kunzler |                                                                                      |  |
| Earl                      | Earl Hines               | Kenneth Hines                               | Swing                           | USA                                              | Künstlername                                 | Kunzler |                                                                                      |  |
| Judge                     | Milt Hinton              | Milton John Hilton                          | Swing, Modern Jazz              | USA                                              | Spitzname als Künstlername                   | Feather/Gitler                                                                                                 |                                                                                      |  |
| Rabitt                    |                          | Johnny Hodges                               | Swing                           | USA                                              | Spitzname                                    | Jörgensen/Wiedemann                                                                                            |                                                                                      |  |
| Ernie                     | Ernst Höllerhagen        | Ernst Höllerhagen                           | Swing                           | Deutschland                                      | Spitzname                                    | Reclam |                                                                                      |  |
| Lady Day                  | Billie Holiday           | Eleanor Gough McKay                         | Swing                           | USA                                              | Spitzname                                    | | Der Spitzname wurde ihr von Lester Young verliehen                                   |  |
| Peanuts                   | Peanuts Holland          | Herbert Lee Holland                         | Swing                           | USA                                              | Spitzname als Künstlername                   | Kunzler |                                                                                      |  |
| Groove                    | Groove Holmes            | Richard Arnold Holmes                       | Soul Jazz                       | USA                                              | Spitzname als Künstlername                   | Kunzler |                                                                                      |  |
| Stix                      | Stix Hooper              | Nesbert Hooper                              | Modern Jazz                     | USA                                              | Spitzname als Künstlername                   | Kunzler | → Sticks                                                                             |  |
| Mule                      | Major Holley             |                                             |                                 | USA                                              | Spitzname                                    | Wölfer |                                                                                      |  |
| Kid                       | Kid Howard               | Avery Howard                                | Early Jazz                      | USA                                              | Spitzname als Künstlername                   | Feather/Gitler                                                                                                 |                                                                                      |  |
| Peanuts                   | Peanuts Hucko            | Michael Andreas Hucko                       | Swing                           | USA                                              | Spitzname als Künstlername                   | Kunzler |                                                                                      |  |
| Spike                     | Spike Hughes             | Patrick Cairns Hughes                       | Swing                           | USA                                              | Spitzname als Künstlername                   | Feather/Gitler                                                                                                 |                                                                                      |  |
| Pee Wee                   | Pee Wee Hunt             | Walter Gerhardt Hunt                        | Dixieland Jazz                  | USA                                              | Spitzname als Künstlername                   | Feather/Gitler                                                                                                 |                                                                                      |  |
| Fatman                    | Kerry „Fatman“ Hunter    | Kerry Hunter                                | Brass Bands                     | USA                                              | Spitzname als Namenszusatz                   | |                                                                                      |  |
| Bull Moose                | Bull Moose Jackson       | Benjamin Clarence Jackson                   | Swing / Modern Jazz             | USA                                              | Spitzname als Künstlername                   | Jörgensen/Wiedemann                                                                                            |                                                                                      |  |
| Chubby                    | Chubby Jackson           | Greig Stewart Jackson                       | Swing / Modern Jazz             | USA                                              | Spitzname als Künstlername                   | Feather/Gitler                                                                                                 |                                                                                      |  |
| Gator                     | Willis Jackson           |                                             |                                 | USA                                              | Spitzname                                    | | /                                                                                    |  |
| Bags                      | Milt Jackson             | Milton Jackson                              | Modern Jazz                     | USA                                              | Spitzname                                    | Feather/Gitler                                                                                                 | Bags’ Groove                                                                         |  |
| Butter                    | Quentin Jackson          | Quentin Jackson                             | Swing / Modern Jazz             | USA                                              | Spitzname                                    | Kunzler | Bezug auf seine weiche Spielweise (?)                                                |  |
| Kid                       | Illinois Jacquet         | Jean-Baptiste Jacquet                       | R&B, Swing                      | USA                                              | Spitzname                                    | Wölfer |                                                                                      |  |
| Papa Bue                  | Papa Bue                 | Arne Bue Jensen                             | Dixieland Jazz                  | DK                                               | Spitznamen als Namenszusatz                  | Feather/Gitler                                                                                                 |                                                                                      |  |
| Budd                      | Budd Johnson             | Albert j. Johnson                           | Bebop, Modern Jazz              | USA                                              | Spitzname als Künstlername                   | Kunzler |                                                                                      |  |
| Bunk                      | Bunk Johnson             | William Geary Johnson                       | New Orleans Jazz                | USA                                              | Spitzname als Künstlername                   | Kunzler |                                                                                      |  |
| Money                     | Money Johnson            | Harold Johnson                              | Swing                           | USA                                              | Spitzname als Künstlername                   | |                                                                                      |  |
| Snags                     | Clifford Jones           | Clifford Jones                              | Chicago Jazz                    | USA                                              | Spitzname als Namenszusatz                   | |                                                                                      |  |
| Q                         | Quincy Jones             |                                             |                                 | USA                                              | Initiale als Spitzname                       | Wölfer |                                                                                      |  |
| Jonah                     | Jonah Jones              | Robert Elliott Jones                        | Swing                           | USA                                              | Spitzname als Künstlername                   | Kunzler |                                                                                      |  |
| Dink                      | Dink Johnson             | Oliver Johnson                              | Early Jazz                      | USA                                              | Spitzname als Künstlername                   | Feather/Gitler                                                                                                 |                                                                                      |  |
| Jay Jay                   | J. J. Johnson            | James Louis Johnson                         | Bebop / Modern Jazz             | USA                                              | Initialen als Künstlername                   | Kunzler |                                                                                      |  |
| Keg                       | Keg Johnson              | Fredric H. Johnson                          | Swing, Modern Jazz              | USA                                              | Spitzname als Künstlername                   | Feather/Gitler                                                                                                 |                                                                                      |  |
| Pookie                    | Alonzo „Pookie“ Johnson  | Alonzo Johnson                              | Modern Jazz                     | USA                                              | Spitzname als Namenszusatz                   | Wikipedia-Artikel                                                                                              |                                                                                      |  |
| Elder                     | Thad Jones               |                                             | Modern Jazz                     | USA                                              | Spitzname                                    | Wölfer |                                                                                      |  |
| Osie                      | Osie Johnson             | James Johnson                               | Modern Jazz                     | USA                                              | Spitzname als Künstlername                   | Feather/Gitler                                                                                                 |                                                                                      |  |
| Plas                      | Plas Johnson             | John Johnson Jr.                            | Modern Jazz                     | USA                                              | Spitzname als Künstlername                   | Feather/Gitler                                                                                                 |                                                                                      |  |
| Sy                        | Sy Johnson               | Silvert Bertil Johnson Jr.                  | Modern Jazz                     | USA                                              | Spitzname als Künstlername                   | Feather/Gitler                                                                                                 |                                                                                      |  |
| Philly Joe                | Philly Joe Jones         | Joseph Rudolph Jones                        | Hardbop                         | USA                                              | Spitzname als Künstlername                   | Kunzler |                                                                                      |  |
| Duke                      | Duke Jordan              | Irving Sidney Jordan                        | Modern Jazz                     | USA                                              | Spitzname als Künstlername                   | Feather/Gitler                                                                                                 |                                                                                      |  |
| Taft                      | Taft Jordan              | James Jordan                                | Swing                           | USA                                              | Spitzname als Künstlername                   | Feather/Gitler                                                                                                 |                                                                                      |  |
| Tiny                      | Tiny Kahn                | Norman Kahn                                 | Modern Jazz                     | USA                                              | Spitzname als Künstlername                   | Feather/Gitler                                                                                                 |                                                                                      |  |
| The Man                   | Stan Kenton              |                                             |                                 | USA                                              | Namenszusatz                                 | Wölfer |                                                                                      |  |
| Pantsy                    | Alfred Laine             | Alfred Laine                                | Early Jazz                      | USA                                              | Namenszusatz                                 | |                                                                                      |  |
| Papa                      | Papa Jack Laine          | George Laine                                | Early Jazz                      | USA                                              | Namenszusatz                                 | |                                                                                      |  |
| „Son Fewclothes“          | Robert Lewis             | Robert Lewis                                | Early Jazz                      | USA                                              | Namenszusatz                                 | |                                                                                      |  |
| Tricky                    | Lawrence Lofton          |                                             |                                 | USA                                              | Namenszusatz                                 | Wölfer |                                                                                      |  |
| Boots                     | Boots Maleson            | Leon Maleson                                | Mainstream Jazz                 | USA                                              | Spitzname als Künstlername                   | |                                                                                      |  |
| Junior                    | Junior Mance             | Julius Clifford Mance Jr.                   | Modern Jazz                     | USA                                              | Spitzname als Künstlername                   | Kunzler |                                                                                      |  |
| Dodo                      | Dodo Marmorosa           | Michael Marmorosa                           | Modern Jazz                     | USA                                              | Spitzname als Künstlername                   | Feather/Gitler                                                                                                 | Kopfform                                                                             |  |
| Marty                     | Marty Marsala            | Mario Salvatore Marsala                     | Chicago Jazz / Swing            | USA                                              | Spitzname als Künstlername                   | Carr/Fairweather                                                                                               |                                                                                      |  |
| Totole                    | Totole Masselier         | Alphonse Masselier, „Alf“ Masselier         | Swing                           | F                                                | Spitzname als Künstlername                   | |                                                                                      |  |
| Matty                     | Matty Matlock            | Julian Clifton Mattlock                     | Swing                           | USA                                              | Spitzname als Künstlername                   | Feather/Gitler                                                                                                 | wohl aus der Nachnamensabkürzung entstanden                                          |  |
| Corky                     | Corky McClerkin          | Wilbon McClerkin                            | Modern Jazz                     | USA                                              | Spitzname als Künstlername                   | |                                                                                      |  |
| Brother                   | Brother Jack McDuff      | Jack McDuff                                 | Soul Jazz                       | USA                                              | Namenszusatz                                 | |                                                                                      |  |
| Makanda                   | Makanda Ken McIntyre     | Ken McIntyre                                | Modern Jazz                     | USA                                              | Namenszusatz                                 | |                                                                                      |  |
| Red                       | Red McKenzie             | William McKenzie                            | Chicago Jazz / Swing            | USA                                              | Spitzname als Künstlername                   | Carr/Fairweather                                                                                               |                                                                                      |  |
| Houtie                    | Jay McShann              | James C. McShann                            | Kansas City Jazz / Swing        | USA                                              | Spitzname                                    | Feather/Gitler                                                                                                 |                                                                                      |  |
| Mezz                      | Mezz Mezzrow             | Milton Mesirow                              | New Orleans Jazz                | USA                                              | Spitzname als Künstlername                   | Feather/Gitler                                                                                                 | wohl aus der Nachnamensabkürzung u. Anglisierung entstanden                          |  |
| Bubber                    | Bubber Miley             | James Miley                                 | Early Jazz                      | USA                                              | Spitzname als Künstlername                   | Jörgensen/Wiedemann                                                                                            |                                                                                      |  |
| Punch                     | Punch Miller             | Ernest Miller                               | New Orleans Jazz                | USA                                              | Spitzname als Künstlername                   | Jörgensen/Wiedemann                                                                                            |                                                                                      |  |
| Lucky                     | Lucky Millinder          | Lucius Millinder                            | Swing                           | USA                                              | Spitzname als Künstlername                   | Kunzler | Verballhornung des Vornamens                                                         |  |
| Baron                     | Charles Mingus           | Charles Mingus                              | Modern Jazz                     | USA                                              | Spitzname                                    | | Spitzname 40er / 50er – später nicht mehr benutzt                                    |  |
| Red                       | Red Mitchell             | Keith Mitchell                              | Modern Jazz                     | USA                                              | Spitzname als Künstlername                   | Kunzler |                                                                                      |  |
| Miff                      | Miff Mole                | Irving Milfred Mole                         | Early Jazz                      | USA                                              | Spitzname als Künstlername                   | |                                                                                      |  |
| Wes                       | Wes Montgomery           | John Leslie Montgomery                      | Modern Jazz                     | USA                                              | Spitzname als Künstlername                   | |                                                                                      |  |
| Chick                     | Chick Morrison           | Henry „Chick“ Morrison                      | Swing                           | USA                                              | Spitzname als Künstlername                   | |                                                                                      |  |
| Peck                      | Peck Morrison            | John A. Morrison                            | Bebop/Hardbop                   | USA                                              | Spitzname als Künstlername                   | Jörgensen/Wiedemann                                                                                            |                                                                                      |  |
| Big Chief                 | Big Chief Russell Moore  | Russell Moore                               | New Orleans Jazz                | USA                                              | Namenszusatz                                 | Jörgensen/Wiedemann                                                                                            | Er war Indianer                                                                      |  |
| Buster                    | Buster Moten             | Ira E. Moten                                | Kansas City Jazz                | USA                                              | Spitzname als Künstlername                   | | auch Bus Moten                                                                       |  |
| Jelly Roll                | Jelly Roll Morton        |                                             | Early Jazz                      | USA                                              | Spitzname als Künstlername                   | |                                                                                      |  |
| Jeru                      | Gerry Mulligan           | Gerald Joseph Mulligan                      | Modern Jazz                     | USA                                              | Spitzname                                    | Kunzler |                                                                                      |  |
| Spud                      | Spud Murphy              | Lyle „Spud“ Murphy, Miko Stephanovic        | Swing, Filmmusik                | USA                                              | Spitzname als Künstlername                   | Wikipedia-Artikel                                                                                              |                                                                                      |  |
| Turk                      | Turk Murphy              | Melvin Edward Alton Murphy                  | Dixieland Jazz                  | USA                                              | Spitzname als Künstlername                   | Kunzler |                                                                                      |  |
| Bumps                     | Bumps Myers              | Hubert Maxwell Myers                        | Swing, R&B                      | USA                                              | Spitzname als Künstlername                   | Feather & Gitler                                                                                               |                                                                                      |  |
| Tricky Sam                | Tricky Sam Nanton        | Joe Nanton                                  | Swing                           | USA                                              | Spitzname als Künstlername                   | Kunzler |                                                                                      |  |
| Fats, Fat Girl            | Fats Navarro             | Theodore Navarro                            | Bebop                           | USA                                              | Spitzname                                    | Feather/Gitler                                                                                                 | Anspielung auf seine Körperfülle                                                     |  |
| Steady                    | Steady Nelson            | Horace Stedman Nelson                       | früher Jazz                     | USA                                              | Spitzname                                    | |                                                                                      |  |
| Fathead                   | David Fathead Newman     | David Newman                                | Modern Jazz                     | USA                                              | Spitzname als Namenszusatz                   | |                                                                                      |  |
| Pootman                   | Joe Newman               |                                             |                                 | USA                                              | Spitzname                                    | Wölfer |                                                                                      |  |
| Big Nick                  | Big Nick Nicholas        | George Walker Nicolas                       | Swing                           | USA                                              | Spitzname als Namenszusatz                   | |                                                                                      |  |
| Red                       | Red Nichols              | Ernest Loring Nichols                       | Early Jazz, Swing               | USA                                              | Spitzname als Künstlername                   | Jörgensen, Wiedemann                                                                                           |                                                                                      |  |
| Buschi                    | Buschi Niebergall        | Johannes Niebergall                         | Modern Jazz, Free Jazz          | Deutschland                                      | Spitzname als Künstlername                   | Reclam |                                                                                      |  |
| Red                       | Red Norvo                | Kenneth Norville                            | Swing, Modern Jazz              | USA                                              | Spitzname als Künstlername                   | Jörgensen, Wiedemann                                                                                           |                                                                                      |  |
| Yellow                    | Alcide „Yellow“ Nunez    | Alcide Nunez                                | New Orleans Jazz                | USA                                              | Spitzname                                    | Carr/Fairweather                                                                                               |                                                                                      |  |
| King                      | King Oliver              | Joe Oliver                                  | New Orleans Jazz                | USA                                              | Spitzname als Künstlername                   | |                                                                                      |  |
| Sy                        | Sy Oliver                | Melvin James Oliver                         | Swing                           | USA                                              | Spitzname als Künstlername                   | Jörgensen/Wiedemann                                                                                            |                                                                                      |  |
| Kid                       | Kid Ory                  | Edward Ory                                  | New Orleans Jazz                | USA                                              | Spitzname als Künstlername                   | Jörgensen/Wiedemann                                                                                            |                                                                                      |  |
| Batman                    |                          | Anthony Ortega                              | Free Jazz                       | USA                                              | Spitzname                                    | Wölfer |                                                                                      |  |
| Chippie                   | Alfred „Chippy“ Outcalt  | Alfred Outcalt                              | Swing/Rhythm & Blues            | USA                                              | Spitzname als Namenszusatz                   | |                                                                                      |  |
| Hot Lips                  | Hot Lips Page            | Oran Page                                   | Swing                           | USA                                              | Spitzname als Künstlername                   | Jörgensen/Wiedemann                                                                                            |                                                                                      |  |
| Tiny                      | Tiny Parham              | Hartzell Strathden Parham                   | New Orleans Jazz                | USA                                              | Spitzname als Künstlername                   | Jörgensen/Wiedemann                                                                                            |                                                                                      |  |
| Truck                     | Truck Parham             | Charles Valdez Parham                       | Chicago Jazz                    | USA                                              | Spitzname als Künstlername                   | Feather/Gitler                                                                                                 |                                                                                      |  |
| Bird, Yardbird            | Charlie Parker           | Charlie Parker                              | Bebop                           | USA                                              | Spitzname als Künstlername                   | |                                                                                      |  |
| Knocky                    | Knocky Parker            | John William Parker                         | Dixieland Jazz                  | USA                                              | Spitzname als Künstlername                   | Jörgensen/Wiedemann                                                                                            |                                                                                      |  |
| Jaco                      | Jaco Pastorius           | John Francis Pastorius                      | Modern Jazz, Fusion             | USA                                              | Spitzname als Künstlername                   | Kunzler |                                                                                      |  |
| Big John                  | Big John Patton          | John Patton                                 | Soul Jazz                       | USA                                              | Namenszusatz als Künstlername                | Kunzler |                                                                                      |  |
| Slow Drag                 | Alcide Pavageau          | Alcide Pavageau                             |                                 | USA                                              | Spitzname als Künstlername                   | Traditional Jazz                                                                                               | Wurde vor seiner Musikerzeit als Tänzer bekannt                                      |  |
| Sonny                     | Sonny Payne              | Perceval Payne                              | Swing                           | USA                                              | Spitzname als Künstlername                   | Kunzler |                                                                                      |  |
| The Bear                  | Jack Parker              |                                             |                                 | USA                                              | Spitzname                                    | |                                                                                      |  |
| Mad Lad                   | Leo Parker               |                                             |                                 | USA                                              | Spitzname                                    | Wölfer | nach einem Stück, das er mit Lucky Thompson spielte                                  |  |
| Duke                      | Duke Pearson             | Columbus Calvin Pearson Jr.                 | Modern Jazz                     | USA                                              | Spitzname als Künstlername                   | Kunzler |                                                                                      |  |
| Baby Sweets               | Walter Perkins           |                                             |                                 | USA                                              | Spitzname                                    | Wölfer |                                                                                      |  |
| Tex, Luten                | Luten Petrowsky          | Ernst-Ludwig Petrowsky                      | Modern Creative                 | D                                                | Spitzname als Künstlername                   | Kunzler; John Corbet: Liner Notes zu George Gruntz Sins ’N’ Wins ’N’ Funs’                                     |                                                                                      |  |
| Flip                      | Flip Phillips            | Joseph Edward Phillips                      | Swing                           | USA                                              | Spitzname als Künstlername                   | Kunzler |                                                                                      |  |
| Perk                      | Bill Perkins             |                                             |                                 | USA                                              | Spitzname                                    | Wölfer |                                                                                      |  |
| Pony                      | Pony Poindexter          | Norwood Poindexter                          | Bebop, Modern Jazz              | USA                                              | Spitzname als Künstlername                   | Kunzler |                                                                                      |  |
| Bud                       | Bud Powell               | Earl Powell                                 | Bebop                           | USA                                              | Spitzname als Künstlername                   | Kunzler |                                                                                      |  |
| Specs                     | Specs Powell             | Gordon Powell                               | Swing, Bebop                    | USA                                              | Spitzname als Künstlername                   | Kunzler |                                                                                      |  |
| Dean                      | Ben Pollack              |                                             |                                 | USA                                              | Spitzname                                    | Wölfer |                                                                                      |  |
| Chino                     | Chino Pozo               | Francisco Pozo                              | Cuban Jazz, Bebop               | USA                                              | Spitzname als Künstlername                   | Kunzler |                                                                                      |  |
| Red                       | Red Prysock              | Wilburt Prysock                             | Rhythm & Blues                  | USA                                              | Spitzname als Künstlername                   | Kunzler |                                                                                      |  |
| Prez                      | Pérez Prado              |                                             |                                 | USA                                              | Spitzname                                    | Wölfer |                                                                                      |  |
| Dudu                      | Dudu Pukwana             | Mtutuzel Pukwana                            | Modern Jazz                     | UK                                               | Spitzname als Künstlername                   | Kunzler |                                                                                      |  |
| Don                       | Don Pullen               | Gabriel Pullen                              | Modern Jazz                     | USA                                              | Spitzname als Künstlername                   | Kunzler |                                                                                      |  |
| Mac                       | Mac Rae                  | James Malcolm Rae                           | Traditional Jazz                | UK                                               | Spitzname als Künstlername                   | |                                                                                      |  |
| Junior                    | Junior Raglin            | Alvin Redrick Raglin                        | Swing                           | USA                                              | Spitzname als Künstlername                   | Kunzler |                                                                                      |  |
| Chuck                     | Chuck Rainey             | Charles W. Rainey III.                      | Modern Jazz                     | USA                                              | Spitzname als Künstlername                   | Kunzler |                                                                                      |  |
| Mouse                     | Mouse Randolph           | Irving Randolph                             | New Orleans Jazz                | USA                                              | Spitzname als Künstlername                   | Jörgensen/Wiedemann                                                                                            |                                                                                      |  |
| Dizzy                     | Dizzy Reece              | Alphonso Son Reece                          | Swing / Modern Jazz             | UK                                               | Spitzname als Künstlername                   | Jörgensen/Wiedemann                                                                                            |                                                                                      |  |
| Django                    | Django Reinhardt         | Jean Reinhardt                              | Swing / Modern Jazz             | F                                                | Spitzname als Künstlername                   | |                                                                                      |  |
| Schnuckenack              | Schnuckenack Reinhardt   | Franz Reinhardt                             | Swing                           | Deutschland                                      | Künstlername                                 | |                                                                                      |  |
| Rita                      | Rita Reys                | Maria Everdina Reys                         | Vocal Jazz                      | NL                                               | Spitzname als Künstlername                   | Feather/Gitler                                                                                                 |                                                                                      |  |
| Fip                       | Fortunatus „Fip“ Ricard  | Fortunatase Paul Ricard                     | Swing, R&B                      | USA                                              | Spitzname als Namenszusatz                   | | auch „Flip“ Ricard                                                                   |  |
| Dannie                    | Dannie Richmond          | Charles D. Richmond                         | Modern Jazz                     | USA                                              | Spitzname als Künstlername                   | Feather/Gitler                                                                                                 |                                                                                      |  |
| Luckey                    | Luckey Roberts           | Charles Luckeyeth Roberts                   | Swing                           | USA                                              | Spitzname als Künstlername                   | Feather/Gitler                                                                                                 |                                                                                      |  |
| Zue                       | Zue Robertson            | Alvin Robertson                             | Hot Jazz                        | USA                                              | Spitzname als Künstlername                   | John McCusker Creole Trombone: Kid Ory and the Early Years of Jazz University Press of Mississippi 2012, S. 71 | Er spielte zunächst in Zookapellen, daher Zoo oder auch Zue                          |  |
| Newk                      | Sonny Rollins            | Theodore Walter Rollins                     | Modern Jazz                     | USA                                              | Spitzname                                    | |                                                                                      |  |
| Renée                     | Renée Rosnes             | Irene Louise Rosnes                         | Modern Jazz                     | USA                                              | Spitzname                                    | Feather/Gitler                                                                                                 |                                                                                      |  |
| Doc                       | Doc Ross                 | Edward Ross                                 | früher Jazz                     | USA                                              | Spitzname                                    | |                                                                                      |  |
| Mr. Five by Five          | Jimmy Rushing            |                                             | Blues, Swing                    | USA                                              | Spitzname                                    | Wölfer | wegen seiner kompakten Form                                                          |  |
| Curly                     | Curly Russell            | Dillon Russell                              | Bebop, Modern Jazz              | USA                                              | Spitzname als Künstlername                   | Jörgensen/Wiedemann                                                                                            |                                                                                      |  |
| Snookum                   | Snookum Russell          | Isaac Edward Russell                        | Swing, Modern Jazz              | USA                                              | Spitzname als Künstlername                   | Jörgensen/Wiedemann                                                                                            |                                                                                      |  |
| Pee Wee                   | Pee Wee Russell          | Charles Elsworth Russell                    | New Orleans Jazz                | USA                                              | Spitzname als Künstlername                   | Kunzler |                                                                                      |  |
| Babe                      | Babe Russin              | Irving Russin                               | Chicago Jazz / Swing            | USA                                              | Spitzname als Künstlername                   | Jörgensen/Wiedemann                                                                                            |                                                                                      |  |
| Sonny                     | Sonny Russo              | Santo J. Russo                              | Swing                           | USA                                              | Spitzname als Künstlername                   | Jörgensen/Wiedemann                                                                                            |                                                                                      |  |
| Bull                      | Wyatt Ruther             | Wyatt Ruther                                | Swing                           | USA                                              | Spitzname                                    | Kunzler |                                                                                      |  |
| Fats                      | Fats Sadi                | Lallemand Sadi                              | Swing / Modern Jazz             | Belgien                                          | Spitzname                                    | Jörgensen/Wiedemann                                                                                            |                                                                                      |  |
| The Lamb                  | Edgar Sampson            | Edgar Melvin Sampson                        | Jazz                            | USA                                              | Spitzname                                    | Wölfer |                                                                                      |  |
| Popo                      | Rodolfo Sánchez          | Rodolfo Sánchez Vega                        | Jazz/Fusion                     | Mexiko                                           | Spitzname                                    | |                                                                                      |  |
| Mongo                     | Mongo Santamaría         | Ramon Santamaria                            | Cuban Jazz                      | USA                                              | Spitzname                                    | Feather/Gitler                                                                                                 |                                                                                      |  |
| Pinky                     | Pinky Savitt             | Pincus Savitt                               | Swing                           | USA                                              | Spitzname                                    | |                                                                                      |  |
| Lalo                      | Lalo Schifrin            | Boris Schifrin                              | Modern Jazz                     | USA                                              | Spitzname                                    | Feather/Gitler                                                                                                 |                                                                                      |  |
| Coco                      | Coco Schumann            | Heinz Jakob Schumann                        | Swing                           | Deutschland                                      | Spitzname als Künstlername                   | |                                                                                      |  |
| Deedles                   | Diane Schuur             |                                             | Modern Jazz                     | USA                                              | Spitzname                                    | Wölfer |                                                                                      |  |
| Honey Bear                | Gene Sedric              |                                             |                                 | USA                                              | Spitzname                                    | Wölfer |                                                                                      |  |
| Doc                       | Doc Severinsen           | Carl H. Severinsen                          | Swing                           | USA                                              | Spitzname als Künstlername                   | Kunzler |                                                                                      |  |
| Bud                       | Bud Shank                | Clifford Everett Shank Jr.                  | West Coast Jazz                 | USA                                              | Spitzname als Künstlername                   | Kunzler |                                                                                      |  |
| Sonny                     | Sonny Sharrock           | Warren Harding Sharrock                     | Modern Jazz                     | USA                                              | Spitzname als Künstlername                   | Feather/Gitler                                                                                                 |                                                                                      |  |
| Woody                     | Woody Shaw               | Hermann Shaw II                             | Modern Jazz                     | USA                                              | Spitzname                                    | Feather/Gitler                                                                                                 |                                                                                      |  |
| Shorty                    | Shorty Sherock           | Clarence Francis Sherock                    | Swing                           | USA                                              | Spitzname als Künstlername                   | Feather/Gitler                                                                                                 |                                                                                      |  |
| Hymie                     | Hymie Shertzer           | Herman Shertzer                             | Swing                           | USA                                              | Spitzname als Künstlername                   | Feather/Gitler                                                                                                 |                                                                                      |  |
| Tad                       | Tad Shull                | Thomas Barclay Shull Jr.                    | Swing                           | USA                                              | Spitzname als Künstlername                   | Feather/Gitler                                                                                                 |                                                                                      |  |
| Cornbread                 | Hal Singer               |                                             |                                 | USA                                              | Spitzname                                    | Wölfer |                                                                                      |  |
| Sonny                     | Sonny Simmons            | Huey Simmons                                | Modern Jazz                     | USA                                              | Spitzname als Künstlername                   | Feather/Gitler                                                                                                 |                                                                                      |  |
| Zoot                      | Zoot Sims                | John Haley Sims                             | Modern Jazz                     | USA                                              | Spitzname als Künstlername                   | Kunzler |                                                                                      |  |
| Zutty                     | Zutty Singleton          | Arthur James Singleton                      | Early Jazz                      | USA                                              | Spitzname als Künstlername                   | Kunzler |                                                                                      |  |
| Bessie                    | Bessie Smith             | Elizabeth Smith                             | Blues                           | USA                                              | Spitzname als Künstlername                   | Kunzler |                                                                                      |  |
| Geechie                   | Geechie Smith            | Vernon Smith                                | Cladys Smith                    | Swing, Rhythm & Blues                            | USA                                          | Spitzname als Künstlername                                                                                     |                                                                                      |  |
| Buster                    | Buster Smith             | Henry Smith                                 | Kansas City Jazz                | USA                                              | Spitzname als Künstlername                   | Feather/Gitler                                                                                                 |                                                                                      |  |
| Jabbo                     | Jabbo Smith              | Cladys Smith                                | Swing                           | USA                                              | Spitzname als Künstlername                   | Kunzler |                                                                                      |  |
| Mamie                     | Mamie Smith              | Mamie Robinson                              | Earley Jazz, Blues              | USA                                              | Spitzname als Künstlername                   | Kunzler |                                                                                      |  |
| Smitty                    | Marvin Smitty Smith      | Marvin Smith                                | Modern Jazz                     | USA                                              | Spitzname als Namenszusatz                   | Kunzler |                                                                                      |  |
| Hammond                   | Johnny Hammond Smith     | John Robert Smith                           | Soul Jazz                       | USA                                              | Spitzname als Namenszusatz                   | Kunzler |                                                                                      |  |
| Tab                       | Tab Smith                | Talmadge Smith                              | Swing                           | USA                                              | Spitzname als Künstlername                   | Kunzler |                                                                                      |  |
| Pine Top                  | Pine Top Smith           | Clarence Smith                              | Boogie Woogie                   | USA                                              | Spitzname als Künstlername                   | Kunzler |                                                                                      |  |
| Stuff                     | Stuff Smith              | Hezekiah Leroy Gordon Smith                 | Swing                           | USA                                              | Spitzname als Künstlername                   | Kunzler |                                                                                      |  |
| The Lion                  | Willie The Lion Smith    | William Henry Joseph Bertol Bonaparte Smith | Stride Piano                    | USA                                              | Spitzname als Namenszusatz                   | Kunzler |                                                                                      |  |
| Red Solomon               | Melvin Solomon           | Melven Solomon                              | Swing                           | USA                                              | Spitzname als Namenszusatz                   | |                                                                                      |  |
| Baby                      | Günter Sommer            | Günter Sommer                               | Free Jazz, Modern Jazz          | Deutschland                                      | Spitzname/Künstlername                       | Reclam |                                                                                      |  |
| Muggsy                    | Muggsy Spanier           | Francis Joseph Spanier                      | New Orleans Jazz                | USA                                              | Spitzname als Künstlername                   | Kunzler |                                                                                      |  |
| Pee Wee                   | Pee Wee Spitelera        | Joseph T. Pitelera                          | Dixieland Jazz                  | USA                                              | Spitzname als Künstlername                   | |                                                                                      |  |
| Slam                      | Slam Stewart             | Leroy Stewart                               | Swing                           | USA                                              | Spitzname als Künstlername                   | Kunzler |                                                                                      |  |
| Swee Pea                  | Billy Strayhorn          | William Strayhorn                           | Swing                           | USA                                              | Spitzname                                    | Kunzler |                                                                                      |  |
| Sonny                     | Sonny Stitt              | Edward Stitt                                | Modern Jazz                     | USA                                              | Spitzname                                    | Feather/Gitler                                                                                                 |                                                                                      |  |
| Buddy                     | Buddy Tate               | George Holmes Tate                          | Swing                           | USA                                              | Spitzname als Künstlername                   | Kunzler |                                                                                      |  |
| Sam the Man               | Sam the Man Taylor       | Samuel Taylor                               | Swing                           | USA                                              | Namenszusatz                                 | Jörgensen/Wiedemann                                                                                            |                                                                                      |  |
| Big T                     | Jack Teagarden           |                                             |                                 | USA                                              | Spitzname                                    | Wölfer |                                                                                      |  |
| Little T                  | Charlie Teagarden        |                                             |                                 | USA                                              | Spitzname                                    | Wölfer |                                                                                      |  |
| Tesch                     | Frank Teschemacher       | Frank Teschemacher                          | New Orleans Jazz / Chicago Jazz | USA                                              | Spitzname                                    | Jürgensen/Wiedemann                                                                                            |                                                                                      |  |
| Jack                      | Jack Teagarden           | Weldon John Teagarden                       | Oldtime Jazz, Swing             | USA                                              | Spitzname als Künstlername                   | Kunzler |                                                                                      |  |
| Cee Tee                   | Clark Terry              | Clark Terry                                 | Swing                           | USA                                              | Spitzname                                    | Kunzler |                                                                                      |  |
| Ace                       | Ace Tesone               | Adolph Tesone                               | Modern Jazz                     | USA                                              | Spitzname als Künstlername                   | |                                                                                      |  |
| Toots                     | Toots Thielemans         | Jean Thielemans                             | Modern Jazz                     | Belgien                                          | Spitzname als Künstlername                   | Kunzler |                                                                                      |  |
| Lucky                     | Lucky Thompson           | Charles Edmund Thompson                     | Bebop                           | USA                                              | Spitzname als Künstlername                   | Kunzler |                                                                                      |  |
| Sir Charles               | Sir Charles Thompson     | Charles Philip Thompson                     | Bebop                           | USA                                              | Namenszusatz                                 | Kunzler | Jazzadel, geadelt von Lester Young                                                   |  |
| Al                        | Allen Tinney             | Allen Tinney                                | Bebop                           | USA                                              | Namenszusatz                                 | |                                                                                      |  |
| Knobby                    | Knobby Totah             | Nabil Marshall Totah                        | Modern Jazz                     | Jordanien/USA                                    | Spitzname als Künstlername                   | Jörgensen/Wiedemann                                                                                            |                                                                                      |  |
| Velvet Frog               | Mel Tormé                |                                             | Swing                           | USA                                              | Spitzname                                    | Wölfer |                                                                                      |  |
| Tram                      | Frankie Trumbauer        | Frankie Trumbauer                           | Early Jazz                      | USA                                              | Spitzname                                    | Jörgensen/Wiedemann                                                                                            |                                                                                      |  |
| Big Joe                   | Big Joe Turner           | Joseph Turner                               | Blues, R&B                      | USA                                              | Namenszusatz als Künstlername                | Kunzler |                                                                                      |  |
| Chucho                    | Chucho Valdés            | Jesus Valdes                                | Cuban Jazz                      | Kuba/USA                                         | Spitzname als Künstlername                   | Kunzler |                                                                                      |  |
| Patato                    | Patato Valdes            | Carlos M. Valdes-Galan                      | Cuban Jazz                      | USA                                              | Spitzname als Künstlername                   | Kunzler |                                                                                      |  |
| Nana                      | Naná Vasconcelos         | Juvenal de Hollanda Vasconcelos             | World Jazz                      | Brasilien                                        | Spitzname als Künstlername                   | Kunzler |                                                                                      |  |
| Sassy                     | Sarah Vaughan            | Sarah Vaughan                               | Modern Jazz                     | USA                                              | Spitzname                                    | Kunzler |                                                                                      |  |
| Divine One, the;          | Sarah Vaughan            | Sarah Vaughan                               | Modern Jazz                     | USA                                              | Spitzname                                    | Kunzler |                                                                                      |  |
| Cleanhead                 | Eddie Cleanhead Vinson   | Eddie Vinson                                | Modern Jazz                     | USA                                              | Namenszusatz                                 | Kunzler |                                                                                      |  |
| Fats                      | Fats Waller              | Thomas Waller                               | Swing                           | USA                                              | Spitzname als Künstlername                   | Carr/Fairweather                                                                                               | Anspielung auf seine Leibesfülle                                                     |  |
| Tain                      | Jeff Tain Watts          |                                             | Modern Jazz                     | USA                                              | Spitzname als Namenszusatz                   | Feather/Gitler                                                                                                 |                                                                                      |  |
| Big Babe                  | Andrew „Big Babe“ Webb   | Andrew Webb                                 | Chicago Jazz                    | USA                                              | Spitzname als Namenszusatz                   | |                                                                                      |  |
| Chick                     | Chick Webb               | William Webb                                | Swing                           | USA                                              | Spitzname als Künstlername                   | Kunzler |                                                                                      |  |
| Speed                     | Speed Webb               | Lawrence Arthur Webb                        | Early Jazz, Swing               | USA                                              | Spitzname als Künstlername                   | Wikipedia-Artikel                                                                                              |                                                                                      |  |
| Brute                     | Ben Webster              |                                             |                                 | USA                                              | Spitzname                                    | Kunzler |                                                                                      |  |
| Frog                      | Ben Webster              |                                             |                                 | USA                                              | Spitzname                                    | Kunzler |                                                                                      |  |
| Doc                       | Harold Doc West          | Harold West                                 | Bebop, Swing                    | USA                                              | Namenszusatz                                 | Kunzler |                                                                                      |  |
| Jiggs                     | Jiggs Whigham            | Oliver Haydn Whigham                        | Modern Jazz                     | USA/D                                            | Spitzname als Künstlername                   | Feather/Gitler                                                                                                 |                                                                                      |  |
| Pops                      | Paul Whiteman            |                                             |                                 | USA                                              | Spitzname                                    | Wölfer |                                                                                      |  |
| Putte                     | Putte Wickman            | Hans-Olof Wickman                           | Swing, Modern Jazz              | S                                                | Spitzname als Künstlername                   | Feather/Gitler                                                                                                 |                                                                                      |  |
| Buster                    | Buster Williams          | Charles Anthony Williams Jr.                | Modern Jazz                     | USA                                              | Spitzname als Künstlername                   | Kunzler |                                                                                      |  |
| Notes                     | Richard Williams         |                                             |                                 | USA                                              | Spitzname                                    | Wölfer |                                                                                      |  |
| Cootie                    | Cootie Williams          | Charles Albert Melvin Williams              | Swing                           | USA                                              | Spitzname als Künstlername                   | Jörgensen/Wiedemann                                                                                            |                                                                                      |  |
| Silly Willie              | Willie Wilson            | wahrscheinlich William Wilson               | Modern Jazz/Hardbop             | USA                                              | Spitzname als Namenszusatz                   | |                                                                                      |  |
| Smiley                    | Smiley Winters           | William Winters                             | Modern Jazz                     | USA                                              | Spitzname als Künstlername                   | Artikel |                                                                                      |  |
| Specs                     | Specs Wright             | Charles Wright                              | Modern Jazz                     | USA                                              | Spitzname als Künstlername                   | Reclam |                                                                                      |  |
| Eldee                     | Eldee Young              | L. D. Young                                 | Swing, Modern Jazz              | USA                                              | Initialen als Künstlername                   | Artikel | aus den Vornamen-Kürzeln                                                             |  |
| Pres, Prez, President     | Lester Young             | Lester Young                                | Swing                           | USA                                              | Spitzname                                    | Kunzler |                                                                                      |  |
| Snooky                    | Snooky Young             | Eugene Edward Young                         | Swing                           | USA                                              | Spitzname                                    | Kunzler |                                                                                      |  |
| Trummy                    | Trummy Young             | James Osborne Young                         | Swing                           | USA                                              | Spitzname                                    | Kunzler |                                                                                      |  |

## Weitere Künstlernamen

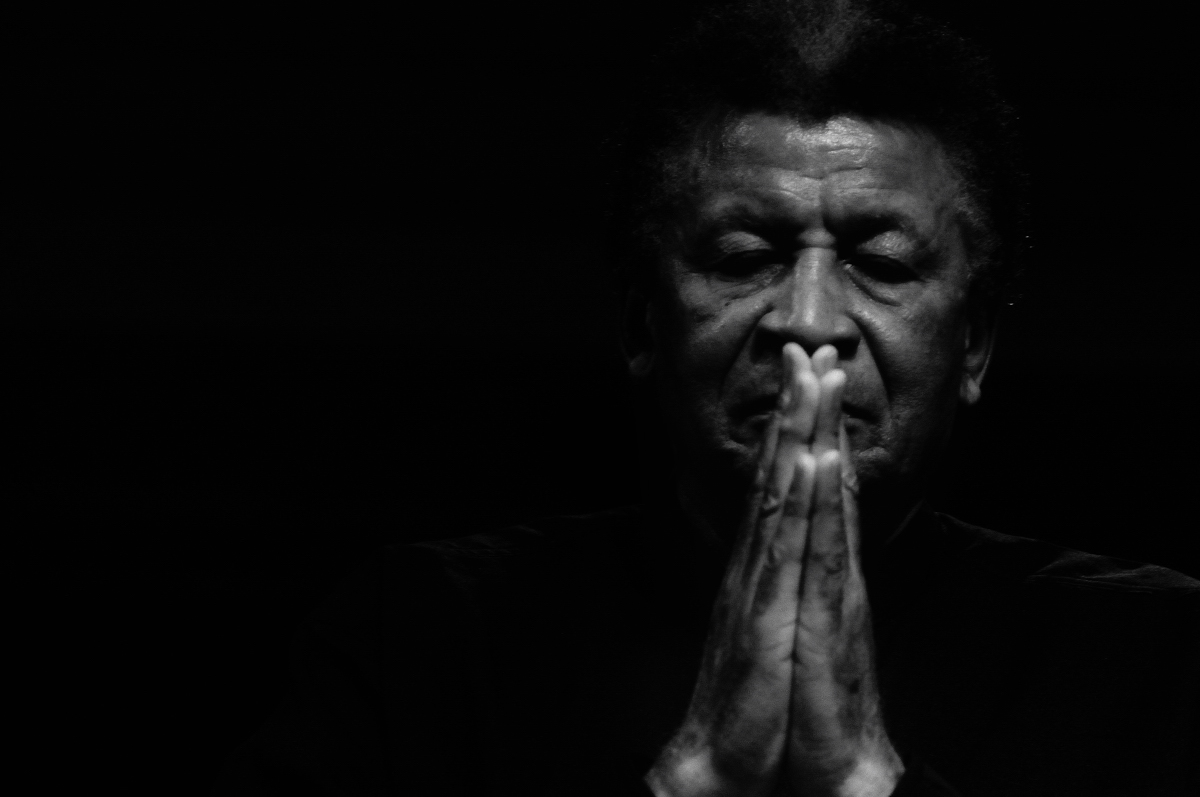
Abdullah Ibrahim

Diese Liste enthält weitere Künstlernamen. Teilweise sind Künstlernamen schon in der vorherigen Liste aufgeführt, falls sie aus einem Spitznamen entstanden, der Nachname aber nicht verändert wurde. Einen großen Anteil haben in der Liste dem Englischen angeglichene Nachnamen. Ausgenommen von dieser Liste sind angenommene Ehenamen, auch solche, die nach einer Trennung als Künstlername weitergeführt wurden (Beispiele: Carla Bley/Carla Borg oder Mary Lou Williams/Mary Alfrieda Scruggs). Eine weitere, nicht aufgenommene Gruppe ist die der Pseudonyme, die für bestimmte Aufnahmesessions wegen entgegenstehender Plattenvertragsvereinbarungen angenommen wurden (bekanntestes Beispiel: Charlie Parker alias Charlie Chan in Jazz at Massey Hall 1953).
| Künstlername              | Echtname                           | Stilzuordnung           | Nationalität | Beleg                             |
| ------------------------- | ---------------------------------- | ----------------------- | ------------ | --------------------------------- |
| Alice Babs                | Alice Nilsson Sjöblöm              | Modern Jazz             | Schweden     | Kunzler                           |
| Billy Bang                | William Vincent Walker             | Avantgarde Jazz         | USA          | Feather/Gitler                    |
| Tony Bennett              | Anthony Dominick Benedetto         | Vocal Jazz              | USA          | Kunzler                           |
| Willie Bobo               | William Correa                     | Latin Jazz              | USA          | Kunzler                           |
| Candido                   | Candido Camero DeGuerra            | Latin Jazz              | USA          | Kunzler                           |
| Barbara Carroll           | Barbara Carole Coppersmith         | Modern Jazz             | USA          | Cook                              |
| Betty Carter              | Lillie Mae Jones                   | Modern Jazz             | USA          | Feather/Gitler                    |
| Lee Castle                | Aniello Castaldo                   | Swing                   | USA          | Feather/Gitler                    |
| Teddy Charles             | Theodore Charles Cohen             | Modern Jazz             | USA          | Feather/Gitler                    |
| Bill Chase                | William Chiaiese                   | Modern Jazz             | USA          | Feather/Gitler                    |
| Jay Clayton               | Judith Colantone                   | Creative Jazz           | USA          | Feather/Gitler                    |
| Sonny Dallas              | Francis Rankin                     | Modern Jazz             | USA          | Feather/Gitler                    |
| Tadd Dameron              | Tadley Ewing Peake                 | Bebop / Modern Jazz     | USA          | Feather/Gitler                    |
| Olu Dara                  | Charles Jones III                  | Modern Jazz             | USA          | Feather/Gitler                    |
| Dardanelle (Breckenridge) | Marcia Marie Mullen Hadley         | Hot Jazz, Blues, Swing  | USA          | Feather/Gitler                    |
| Émile Deltour             | Eddie Tower                        | Swing, Easy Listening   | Belgien      |                                   |
| Billy Eckstine            | William Clarence Eckstein          | Vocal Jazz              | USA          | Feather/Gitler                    |
| Don Elliott               | Don Elliott Helfman                | Modern Jazz             | USA          | Feather/Gitler                    |
| Ziggy Elman               | Harry Finkelman                    | Swing                   | USA          | Feather/Gitler                    |
| Gil Evans                 | Ian Ernest Gilmore Green           | Swing / Modern Jazz     | USA          | Feather/Gitler                    |
| Irving Fazola             | Irving Henry Prestopnik            | Swing                   | USA          | Feather/Gitler                    |
| Herb Flemming             | Arif Nicolaih El-Michelle          | Swing                   | USA          | Jörgensen/Wiedemann               |
| Terry Gibbs               | Julius Gubenko                     | Swing                   | USA          | Feather/Gitler                    |
| Babs Gonzales             | Lee Brown                          | Bebop, Vocal Jazz       | USA          | Feather/Gitler                    |
| Carola Grey               | Carola Gschrey                     | Modern Jazz             | D            | Kunzler                           |
| Alfred 23 Harth           | Alfred Harth                       | Modern Creative         | D            | Webpräsenz (zwischen 1985 & 1994) |
| Fred Ho                   | Fred We-Han Houn                   | Avantgarde Jazz         | USA          | Feather/Gitler                    |
| Preston Jackson           | James Preston McDonald             | New Orleans Jazz, Swing | USA          | Feather/Gitler                    |
| Herb Jeffries             | Umberto Alexander Valentino        | Vocal Jazz              | USA          | Feather/Gitler                    |
| Pete Jolly                | Peter A. Ceragioli                 | West Coast Jazz         | USA          | Feather/Gitler                    |
| Connie Kay                | Conrad Henry Kirnon                | Modern Jazz             | USA          | Kunzler                           |
| Nancy King                | Nancy Whalley                      | Modern Jazz             | USA          | The Oregon Encyclopedia           |
| Steve Lacy                | Stephen Lackritz                   | Modern Jazz             | USA          | Feather/Gitler                    |
| Cleo Laine                | Clementina Dinah Campbell          | Vocal Jazz              | UK           | Feather/Gitler                    |
| Eddie Lang                | Salvatore Massaro                  | Swing                   | USA          | Feather/Gitler                    |
| Pete LaRoca               | Peter Sims                         | Modern Jazz             | USA          | Feather/Gitler                    |
| Prince Lasha              | William B. Lawsha                  | Modern Jazz             | USA          | Feather/Gitler                    |
| Elliot Lawrence           | Elliott Lawrence Brown             | Modern Jazz             | USA          | Feather/Gitler                    |
| Barbara Lea               | Barbara Leacock                    | Vocal Jazz              | USA          | Feather/Gitler                    |
| Peggy Lee                 | Norma Dolores Egstrom              | Vocal Jazz              | USA          | Feather/Gitler                    |
| Mel Lewis                 | Melvin Sokoloff                    | Swing, Modern Jazz      | USA          | Feather/Gitler                    |
| Eddy Louiss               | Edouard Loise                      | Modern Jazz             | F            | Feather/Gitler                    |
| Jimmy Lytell              | James Sarapede                     | New Orleans Jazz        | USA          | Feather/Gitler                    |
| Machito                   | Frank Raul Grillo                  | Cuban Jazz, Latin Jazz  | USA          | Feather/Gitler                    |
| Adam Makowicz             | Adam Matyszkowicz                  | Modern Jazz             | P            | Feather/Gitler                    |
| Pat Martino               | Pat Azzara                         | Modern Jazz             | USA          | Feather/Gitler                    |
| Helen Merrill             | Jelena Anna Milcetic               | Vocal Jazz              | USA          | Feather/Gitler                    |
| Lizzie Miles              | Elizabeth Mary Landreaux           | Vocal Jazz              | USA          | Feather/Gitler                    |
| Butch Miles               | Charles J. Thornton Jr.            | Swing                   | USA          | Feather/Gitler                    |
| Punch Miller              | Ernest Burden                      | Early Jazz              | USA          | Feather/Gitler                    |
| Paul Moer                 | Paul E. Moersbacher                | West Coast Jazz         | USA          | Feather/Gitler                    |
| Buddy Morrow              | Muni „Moe“ Zudekoff                | Swing                   | USA          | Feather/Gitler                    |
| Marty Napoleon            | Matthew Napoli                     | Early Jazz              | USA          | Feather/Gitler                    |
| Phil Napoleon             | Filippo Napoli                     | Early Jazz              | USA          | Feather/Gitler                    |
| Teddy Napoleon            | Edward George Napoli               | Early Jazz              | USA          | Feather/Gitler                    |
| Czesław Niemen            | Czesław Juliusz Wydrzycki          | Fusion                  | P            | WP-Artikel                        |
| Anita O’Day               | Anita Belle Colton                 | Vocal Jazz              | USA          | Feather/Gitler                    |
| Johnny Otis               | John Veliotes                      | Swing, Rhythm and Blues | USA          | Feather/Gitler                    |
| Charles Owens             | Charles M. Brown                   | Modern Jazz             | USA          | Feather/Gitler                    |
| Errol Parker              | Raphael Scheeroan                  | Modern Jazz             | USA          | Feather/Gitler                    |
| Les Paul                  | Lester William Polfus              | Swing                   | USA          | Feather/Gitler                    |
| King Pleasure             | Clarence Beeks                     | Vocal Jazz              | USA          | Feather/Gitler                    |
| Mel Powell                | Melvin Epstein                     | Swing                   | USA          | Feather/Gitler                    |
| André Previn              | Andreas Ludwig Priwin              | Modern Jazz             | USA          | Kunzler                           |
| Johnny Rae                | John Anthony Pompeo                | West Coast Jazz         | USA          | Feather/Gitler                    |
| Boyd Raeburn              | Boyde Albert Raden                 | Swing                   | USA          | Feather/Gitler                    |
| Ma Rainey                 | Gertrude Melissa Nix Pridgett      | Jazz                    | USA          | Feather/Gitler                    |
| Andy Razaf                | Andriamanantena Paul Razafinkarefo | Swing                   | USA          | Feather/Gitler                    |
| Sonny Red                 | Sylvester Kyner                    | Hardbop                 | USA          | Feather/Gitler                    |
| Don Redman                | Donald Matthew                     | Chicago Jazz, Swing     | USA          | Kampmann                          |
| Kid Rena                  | Henry René                         | New Orleans Jazz        | USA          | Feather/Gitler                    |
| Vitold Rek                | Witold E. Szczurek                 | Modern Creative         | P            | Kunzler                           |
| Ann Richards              | Margaret Ann Kenton                | Vocal Jazz              | USA          | Feather/Gitler                    |
| Johnny Richards           | John Cascales                      | Swing, West Coast Jazz  | USA          | Feather/Gitler                    |
| Red Rodney                | Robert Chudnick                    | Bebop                   | USA          | Kunzler                           |
| Shorty Rogers             | Milton M. Rajonski                 | West Coast Jazz         | USA          | Feather/Gitler                    |
| Arnold Ross               | Arnold Rothenberg                  | Swing, West Coast Jazz  | USA          | Feather/Gitler                    |
| Jimmy Rowles              | James Polk Hunter                  | Swing, West Coast Jazz  | USA          | Feather/Gitler                    |
| Sal Salvador              | Silvio Smiragha                    | Modern Jazz             | USA          | Feather/Gitler                    |
| Pharoah Sanders           | Farrell Saunders                   | Avantgarde Jazz         | USA          | Feather/Gitler                    |
| Raymond Scott             | Harry Warnow                       | Modern Jazz             | USA          | Feather/Gitler                    |
| Tony Scott                | Anthony J. Sciacca                 | Modern Jazz             | USA          | Feather/Gitler                    |
| Artie Shaw                | Arthur Jacob Arshawsky             | Swing                   | USA          | Feather/Gitler                    |
| Bobbie Shew               | Robert Joratz                      | Modern Jazz             | USA          | Feather/Gitler                    |
| Nina Simone               | Eunice Waymon                      | Vocal Jazz              | USA          | Feather/Gitler                    |
| Sun Ra                    | Hermann „Sonny“ Blount             | Avantgarde Jazz         |              | Kunzler                           |
| Tania Maria               | Tania Marie Reis Leite             | Vocal Jazz              | USA          | Feather/Gitler                    |
| Sister Rosetta Tharpe     | Rosetta Nubin                      | Vocal Jazz              | USA          | Feather/Gitler                    |
| Nick Travis               | Nicholas Anthony Travascio         | Jazz                    | USA          | Feather/Gitler                    |
| Charlie Ventura           | Charles Venturo                    | Swing                   | USA          | Kunzler                           |
| Dinah Washington          | Ruth Jones                         | Vocal Jazz              | USA          | Kunzler                           |
| Bonnie Wetzel             | Jean Addleman                      | Swing                   | USA          | Feather/Gitler                    |
| Joe Williams              | Joseph Goreed                      | Vocal Jazz, Swing       | USA          | Kunzler                           |
| Rubberlegs Williams       | Henry Williamson                   | Swing                   | USA          | Feather/Gitler                    |

## Islamische Namen
Vor dem Hintergrund der Rassendiskriminierung in den Vereinigten Staaten fand eine Reihe von Musikern im Islam eine Religion ohne Rassendünkel. Diese Hinwendung vollzog sich auch zur Zeit der Entkolonialisierung vieler afrikanischer und asiatischer Staaten. Einige Musiker nahmen daraufhin islamische Namen an; manche Musiker wie Art Blakey oder Kenny Clarke gaben diese später wieder auf, andere hielten an ihnen fest, wie Abdullah Ibrahim, Ahmad Jamal, Yusef Lateef oder Idrees Sulieman.
| Islamischer Name             | Künstlername                                   | Echtname                    | Stilzuordnung         | Nationalität | Beleg               | Bemerkungen                                                     |
| ---------------------------- | ---------------------------------------------- | --------------------------- | --------------------- | ------------ | ------------------- | --------------------------------------------------------------- |
| Abdullah, Ahmed              | Ahmed Abdullah                                 | Leroy Bland                 | Modern Jazz           | USA          | Wiki-Artikel        |                                                                 |
| Abdul Aziz, Khalid Yasin     | Larry Young, Khalid Yasin                      | Larry John McCoy            | Hard Bop, Fusion      | USA          | Kampmann            |                                                                 |
| Abdul-Malik, Ahmed           | Ahmed Abdul-Malik                              | Jonathan Timms              | Modern Jazz           | USA          | Feather/Gitler      |                                                                 |
| Ali, Rashied                 | Rashied Ali                                    | Robert Patterson            | Avantgarde Jazz       | USA          | Feather/Gitler      |                                                                 |
| Buhaina, Abdullah Ibn        |                                                | Art Blakey                  | Bebop/Hardbop         | USA          | Feather/Gitler      | Blakey verwendete den islamischen Namen nicht als Künstlernamen |
| Harnifan Majid               | Charles „Majeed“ Greenlee                      | Charles Greenlee            | Modern Jazz           | USA          | Feather/Gitler      | Kurzzeitiger Namenswechsel                                      |
| Salaam, Liaquat Ali          | Kenny Clarke, Klook                            | Kenneth Clark Spearman      | Bebop / Modern Jazz   | USA/F        | Feather/Gitler      | Kurzzeitiger Namenswechsel ?                                    |
| Dawud, Talib                 | Talib Dawud                                    | Al Barrymore                | Swing                 | USA          | Jörgensen/Wiedemann |                                                                 |
| Quisim, Basheer              | Gigi Gryce                                     | George General Gryce        | Modern Jazz           | USA          | Feather/Gitler      | öff. Verwendung ?                                               |
| Hadi, Shafi                  | Shafi Hadi                                     | Curtis Porter               | Modern Jazz / Hardbop | USA          | Feather/Gitler      |                                                                 |
| Shahid, Jaribu               | Jaribu Shahid                                  | Ben Henderson               | Creative Jazz         | USA          |                     |                                                                 |
| Hakim, Sadik                 | Sadik Hakim                                    | Argonne Thornton            | Modern Jazz           | USA          | Feather/Gitler      |                                                                 |
| Ibrahim, Abdullah            | Abdullah Ibrahim, Dollar Brand                 | Johannes Adolph Brand       | Modern Creative       | Südafrika    | Kunzler             | Wechsel (in den USA) um 1969?                                   |
| Jamal, Ahmad                 | Ahmad Jamal                                    | Fritz Jones                 | Modern Jazz           | USA          | Kunzler             |                                                                 |
| Jamal, Khan                  | Khan Jamal                                     | Warren Robert Cheeseboro    | Modern Jazz           | USA          | Feather/Gitler      |                                                                 |
| Kameel, Musa                 | Musa Kaleem                                    | Orlando Wright              | Swing, Modern Jazz    | USA          | Feather/Gitler      |                                                                 |
| Lateef, Yusef                | Yusef Lateef                                   | William Emmanuel Huddleston | Modern Jazz           | USA          | Feather/Gitler      |                                                                 |
| Muhammad, Idris              | Idris Muhammad                                 | Leo Morris                  | Modern Jazz           | USA          | Feather/Gitler      |                                                                 |
| Nasser, Jamil                | Jamil Nasser                                   | George Leon Joyner          | Modern Jazz           | USA          | Feather/Gitler      |                                                                 |
| Shihab, Sahib                | Sahib Shihab                                   | Edmund Gregory              | Modern Jazz           | USA          | Feather/Gitler      |                                                                 |
| Wadada, Ishmael              | Wadada Leo Smith                               | Leo Smith                   | Creative Jazz         | USA          | Kunzler             |                                                                 |
| Rabia, Aliya                 | Dakota Staton                                  | Dakota Staton               | Vocal Jazz            | USA          | Feather/Gitler      | Sie nannte sich nur zeitweise so, Ende der 1950er Jahre         |
| Sulieman, Idrees             | Idrees Sulieman                                | Leonard Graham              | Modern Jazz           | USA          | Feather/Gitler      |                                                                 |
| Sulaimon Saud                | McCoy Tyner                                    | Alfred McCoy Tyner          | Modern Jazz           | USA          | Wikipedia-Artikel   | Kurzzeitige Verwendung                                          |
| Musawwir, Damu Mustafa Abdul | Damu Mustafa Abdul Musawwir; James Blood Ulmer | James Ulmer                 | Free Jazz, Blues      | USA          | Feather/Gitler      |                                                                 |
| El’Zabar, Kahil              | Kahil El’Zabar                                 | Clifton Blackburn Jr.       | Creative Jazz         | USA          | Chicago Defender    |                                                                 |

## Afrikanische Namen und Namenszusätze
Analog zu der Hinwendung zum Islam seit den 1950er Jahren gab es in der nächsten Dekade unter dem Eindruck der Bürgerrechtsbewegung unter afroamerikanischen Musikern auch eine Hinwendung zu afrikanischen (Musik-)traditionen; dies führte auch zur Übernahme afrikanischer Namen und Namenszusätze. Starken Anteil an dieser Bewegung hatte auch das Musikerkollektiv Association for the Advancement of Creative Musicians (AACM) in Chicago.

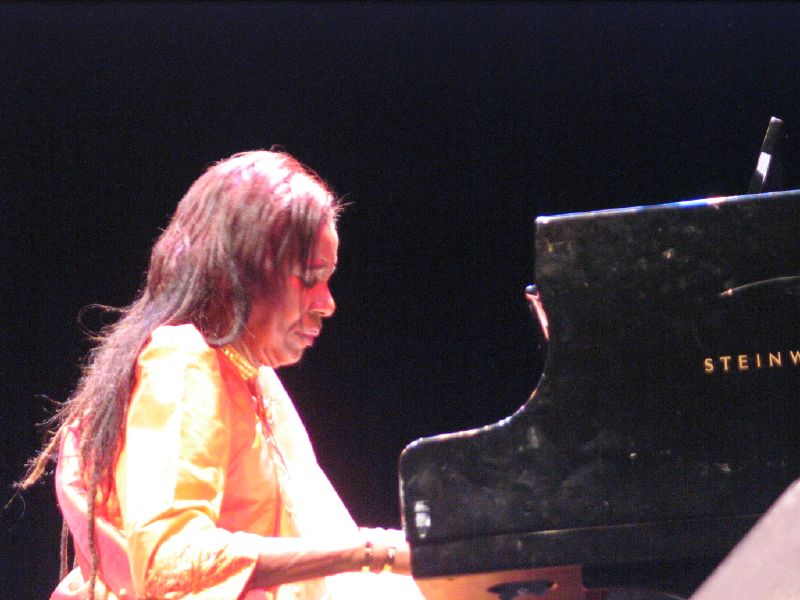
„Turiya“ Alice Coltrane

| Afrikanischer Namenszusatz | Künstlername              | Echtname                | Stilzuordnung                  | Nationalität | Beleg                          | Bemerkungen                    |
| -------------------------- | ------------------------- | ----------------------- | ------------------------------ | ------------ | ------------------------------ | ------------------------------ |
| Adilifu, Kamau Muata       | Kamau Muata Adilifu       | Charles Sullivan        | Modern Jazz                    | USA          | Feather/Gitler                 |                                |
| Ndugu                      | Leon Ndugu Chancler       | Leon Chancler           | Fusion                         | USA          | Kunzler                        |                                |
| Adegoke                    | Adegoke Steve Colson      | Steve Colson            | Creative Jazz                  | USA          | [ 5 ]                          |                                |
| Dara, Olu                  | Olu Dara                  | Charles Jones III       | Creative Jazz                  | USA          |                                |                                |
| Mbizo                      | Johnny Dyani              | John Dyani              | Creative Jazz                  | Südafrika/DK | Kunzler                        |                                |
| Magoustous                 | Malachi Magoustous Favors | Malachi Favors          | Creative Jazz                  | USA          | Feather/Gitler                 |                                |
| Mwandishi                  | Herbie Hancock            | Herbert Hancock         | Modern Jazz, Fusion            | USA          |                                | Gleichnamiges Album            |
| Jabali                     | Jabali Billy Hart         | Billy Hart              | Modern Jazz                    | USA          | Encyclopedia of Jazz Musicians |                                |
| Rahsaan                    | Rahsaan Roland Kirk       | Roland Kirk             | Modern Jazz                    | USA          | Feather/Gitler                 |                                |
| Kuumba                     | Frank Kuumba Lacy         | Frank Lacy              | Modern Jazz                    | USA          | Kunzler                        |                                |
| Makanda                    | Makanda Ken McIntyre      | Kenneth Arthur McInytre | Modern Jazz                    | USA          | Feather/Gitler                 |                                |
| Famoudou                   | Don Moye                  | Don Moye                | Creative Jazz                  | USA          | Kunzler                        |                                |
| Naa-Koshie                 | Terri Naa-Koshie Quaye    | Theresa Quaye           | Modern Jazz, Ethno Jazz, Swing | UK           | Nachruf Cab Quaye              | Derzeit wieder als Terri Quaye |
| Ahnee                      | Ahnee Sharon Freeman      | Sharon Freeman          | Creative Jazz                  | USA          | WP-Artikel                     |                                |

## Indische Namen und Namenszusätze
Ähnlich wie in den beiden Jahrzehnten zuvor gab es in den 1970er Jahren eine Hinwendung von Jazzmusikern zu Gurus mit einem indischen Hintergrund, von denen die Musiker neue Namen erhielten, die eine spirituelle Bedeutung hatten. Ein Teil der Musiker führte diese Namen bis etwa 1975.
| Indischer Namenszusatz | Künstlername                 | Echtname         | Stilzuordnung      | Nationalität | Beleg                                                   | Bemerkungen                                                                                           |
| ---------------------- | ---------------------------- | ---------------- | ------------------ | ------------ | ------------------------------------------------------- | --- |
| Narada                 | Narada Michael Walden        | Michael Walden   | Fusion             | USA          | H.J. Schaal (Jazzzeitung)                               | |
| Narada                 | „Narada“ Burton Greene       | Burton Greene    | Free Jazz          | USA          | Encyclopedia of Jazz Musicians                          | Von seinem Yogalehrer Satchidananda erhielt er den Namen Narada, den er zeitweise als Musiker führte. |
| Mahavishnu             | Mahavishnu John McLaughlin   | John McLaughlin  | Fusion Jazz        | UK           | H.J. Schaal (Jazzzeitung)                               | Name wurde insbesondere für das Mahavishnu Orchestra verwendet                                        |
| Turiyasangitananda     | Turiya                       | Alice Coltrane   | Free Jazz, New Age | USA          | Webpräsenz                                              | |
| Devadip                | Devadip Santana              | Carlos Santana   | Fusion Jazz        | USA          | Rolling Stone Magazine, The Epic Life of Carlos Santana | Vereinzelt auch auf Alben verwendet, war von 1972 bis 1981 Jünger                                     |
| Kalaparusha            | Kalaparusha Maurice McIntyre | Maurice McInytre | Creative Jazz      | USA          | Feather/Gitler                                          | |
| Premik                 | Premik Russell Tubbs         | Russell Tubbs    | Fusion, New Age    | USA          | Webpräsenz                                              | |